# Tetsuzō Kagawa
Tetsuzō Kagawa, född 15 februari 1888, död 9 december 1968, var en japansk tjänsteman som bland annat arbetade för det japanska finansdepartementet och Nationella parlamentsbiblioteket. Han var en beundrare av svensk litteratur och var den förste att översätta Selma Lagerlöfs Nils Holgerssons underbara resa genom Sverige till japanska. Detta var också den första svenska barnboken att översättas till japanska. Översättningen gavs ut i fyra omgångar under olika titlar och vid olika förlag - den första versionen kom ut 1918 och efter Kagawas bortgång avslutade sonen Kagawas arbete med en översättning i fyra volymer 1982.

## Översättningar i urval
- Hikō Issunbōshi (Nils Holgerssons underbara resa genom Sverige), Selma Lagerlöf, Dainippon Tosho, 1918
- Nirusu no fushigi na ryokō (Nils Holgerssons underbara resa genom Sverige), Selma Lagerlöf, Kodansha, 1954
- Nirusu Horugeruson no fushigi na suueden ryokō (Nils Holgerssons underbara resa genom Sverige), Selma Lagerlöf, SHUFUNOTOMO, 1971
- Nirusu no fushigi na tabi (Nils Holgerssons underbara resa genom Sverige), fyra delar, Selma Lagerlöf, översättning tillsammans med Tokiuji Kagawa, Kaiseisha Bunko, 1982.